# Schänke

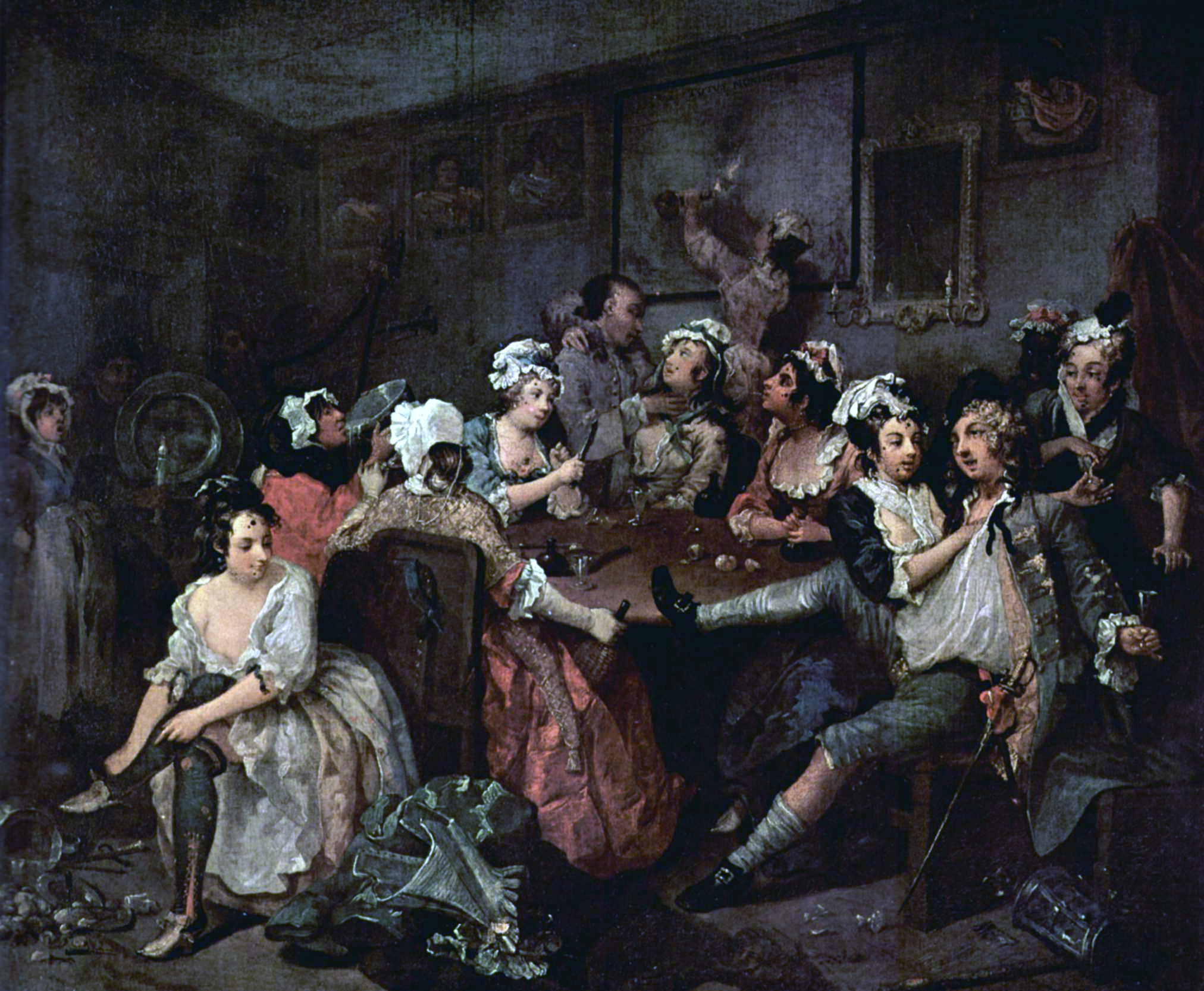
Szene in einer Schenke, William Hogarth, 1732–1735

Schänke ist die historische Bezeichnung für eine Gaststätte mit Krugrecht. Die Schreibweisen „Schenke“ (zu „ausschenken“) und „Schänke“ (zu „Ausschank“) sind gleichermaßen zulässig. Ein modernes Synonym ist Kneipe, der Begriff Kabarett leitet sich vom französischen Wort für Schänke, cabaret, ab. Ein regionales Synonym ist Kretzscham (zu slaw. kŗčma ‚Schenke‘), der dazugehörende Wirt ist der Kretzschmar (‚Schenke‘), Plural Kretzschmarn.

Die Schänke sowohl als Ort der Gastronomie als auch der Diskussion und Versammlung kommt in zahlreichen Liedern und Gedichten vor, beispielsweise: 

„Der Knecht singt gern ein Freiheitslied des Abends in der Schenke. Das fördert die Verdauungskraft und würzet die Getränke. (Heinrich Heine)“

Hatte die Schenke auch ein Braurecht, war es eine Brauschenke. Eine ererbte und weitervererbbare Schänke wurde Erbschänke genannt. Oft wurden Schänken nach ihrem Standort benannt, etwa Waldschänke oder Dorfschenke. Die Oberschänke in Radebeul liegt an der höchsten Stelle des Geländes und könnte danach benannt sein, oder nach dem Amt oder Titel Oberschenk. Zur Grünen Schänke in Leipzig gehörten weitläufige Gärten.
Die Dreckschänke im Erzgebirge steht unmittelbar an der Straße 221. Eine Landwehrschenke entstand an der Göttinger Landwehr, eine Landwehrschänke an der Hannoverschen Landwehr bei Ricklingen.
Für die Ratsschänke am Alten Rathaus in Eppingen ist keine Nutzung als historische Schänke bekannt. Auch in der Junkernschänke in Göttingen wurde erst im späten 19. Jahrhundert eine Weinstube eingerichtet. Ebenso wurde die Domholzschänke bei Leipzig, deren Name auf den domstiftlichen Besitz eines nahen Waldstückes hinweist, erst in jüngerer Zeit eröffnet.
Eine Gassenschänke ist keine Schänke im historischen Sinn, es handelt sich um den Außenverkauf einer Gaststätte.